# الجريمة في أرمينيا

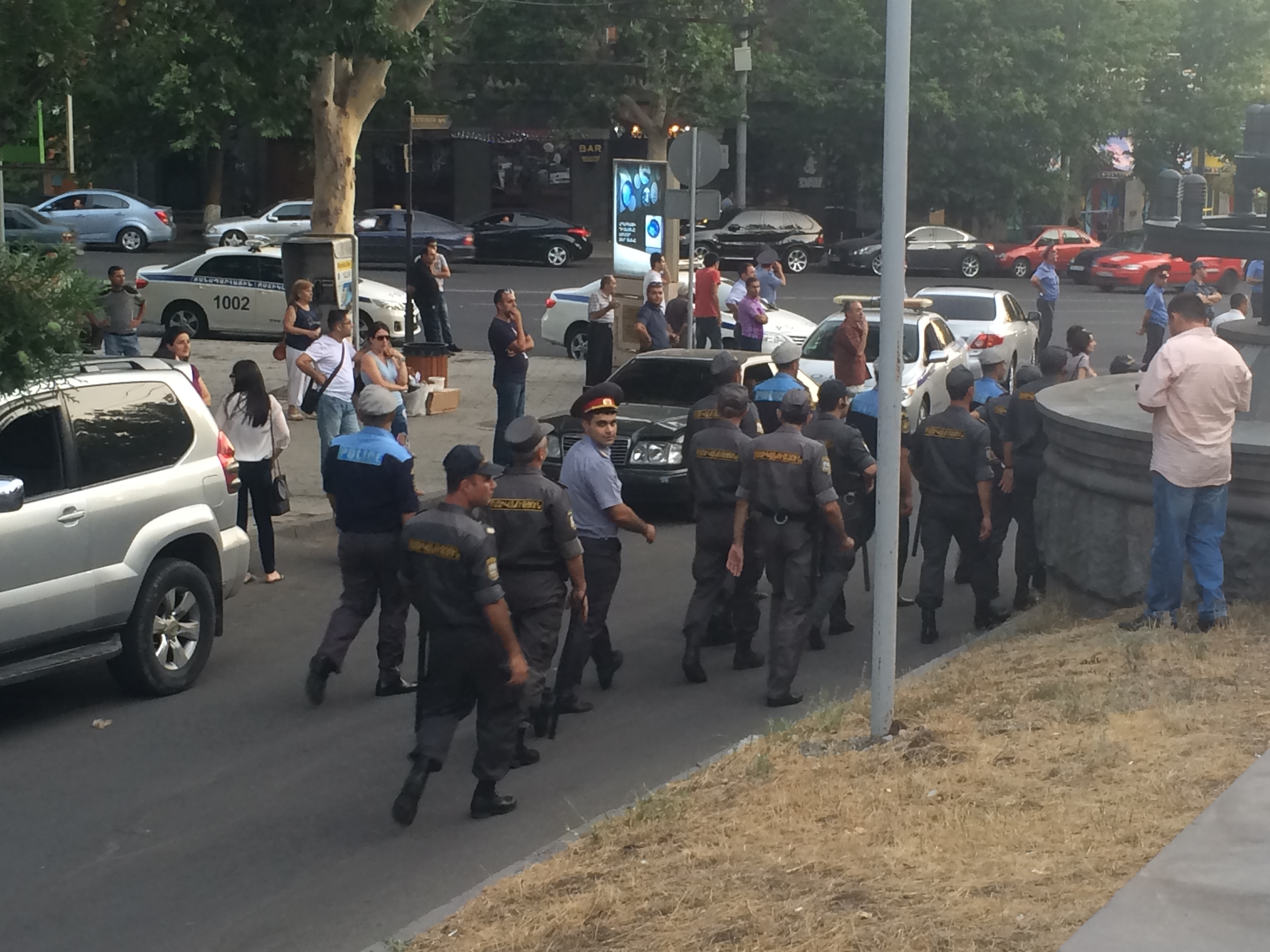
الشرطة الأرمنية في العاصمة يريفان.

الجريمة في أرمينيا متعددة الأبعاد. وهي تشمل القتل والتهرب الضريبي والفساد والابتزاز وغسيل الأموال ووحشية الشرطة والجريمة المنظمة وعنف العشائر أو العصابات.
في عام 2018 تم تسجيل 22551 حالة، بزيادة 11.2٪ عن عام 2017.
في عام 2017, تم تسجيل 20284 قضية جنائية في أرمينيا، ارتفاعًا من 18764 قضية في عام 2016.

## الجريمة حسب النوع

### قتل
في عام 2018 مع 38 حالة، سجلت أرمينيا أدنى معدل قتل في 38-40 عامًا.
في عام 2017, كان هناك 49 حالة قتل في أرمينيا (حوالي 1.6 لكل 100,000 من السكان), انخفاضًا من 66 حالة في عام 2016. توفي 409 أشخاص في المجموع بسبب قضايا جنائية مختلفة (انخفاضًا من 424 في عام 2016), بما في ذلك 202 حالة وفاة بسبب جريمة أدت إلى حادث طرق.
في عام 2012, كان معدل القتل في أرمينيا 1.8 لكل 100,000 نسمة. كان هناك ما مجموعه 54 جريمة قتل في أرمينيا في عام 2012.

### جريمة منظمة
تتغلغل الجريمة المنظمة في الاقتصاد الأرمني. في يريفان يتم تنظيمها هناك، والعشائر الإجرامية المعروفة باسم "akhperutyuns" ((بالأرمنية: ախբերություն)‏, أو الأخوة). يؤكدون قوتهم من خلال مواقعهم واتصالاتهم. تقاتل الفصائل المختلفة أحيانًا من أجل الحقوق على «أرضها». يسترشد الأعضاء بقوانين العالم السفلي التي يتم جلبها من السجون الروسية.

### فساد
في عام 2017, تم تسجيل 634 قضية جنائية متعلقة بالفساد، مما أدى إلى ملاحقات جنائية لـ 376 شخصًا.
ينظر برنامج الأمم المتحدة الإنمائي في أرمينيا إلى الفساد في أرمينيا على أنه «تحد خطير لتنميتها».

### العنف المنزلي
ذكرت دراسة أجرتها منظمة العفو الدولية عام 2008 أن أكثر من ربع النساء في أرمينيا «تعرضن للعنف الجسدي على أيدي الأزواج أو أفراد الأسرة الآخرين». نظرًا لأن الإبلاغ عن العنف المنزلي موصوم بشدة في المجتمع الأرميني، فإن العديد من هؤلاء النساء ليس لديهن خيار سوى البقاء في أوضاع مسيئة.

### حماية البيئة
في عام 2017, كان هناك 885 حالة انتهاك للتشريعات المتعلقة بحماية البيئة مما أدى إلى إجمالي 3346 مليون طلب تعويض من AMD. 

## حسب الموقع
في عام 2017, كان هناك 10219 قضية جنائية مسجلة في يريفان تمثل حوالي نصف جميع القضايا الجنائية البالغ عددها 20284 قضية في أرمينيا في عام 2017.